# شیطان هم می‌گرید ۲
دویل می کرای ۲ (به انگلیسی: Devil May Cry 2) یک بازی ویدئویی به سبک اکشن-ماجراجویی، هک اند اسلش است که توسط شرکت کپ‌کام در سال ۲۰۰۳ برای کنسول پلی‌استیشن ۲ ساخته و منتشر شده است. این بازی دومین قسمت اصلی از مجموعه بازی‌های شیطان هم می‌گرید و دنبالهٔ قسمت نخست به‌شمار می‌رود، اما وقایع آن از لحاظ ترتیب زمانی پس از رخدادهای نسخه شیطان هم می‌گرید ۳: بیداری دانته و پیش از شیطان هم می‌گرید ۴ روایت می‌شود، که در آن دانته و لوسیا شخصیت‌های اصلی بازی محسوب می‌شوند و داستان در شهر ساختگی Vie de Marli دنبال می‌شود.

## داستان
دانته و لوسیا وارد موزه‌ای می‌شوند که در آن محل شی گران‌قیمت نگهداری می‌شود بعد از جنگ با شیاطین در موزه دانته با دعوت لوسیا به یک جزیره می‌رود. در آن جا دانته با مادر لوسیا به نام ماتیر آشنا می‌شود که هم‌رزم پدر دانته بوده است. او از دانته درخواست می‌کند تا آن‌ها را در جنگ با آریوس، یک مرد تاجر که می‌خواهد دنیا را شیطانی کند وارد جنگ شود دانته سکه‌ای را به نشانه تصمیمش که مثبت است بر روی زمین می‌اندازد و جزیره را ترک می‌کند؛ و لوسیا به جمع‌آوری اطلاعات در مورد آرکانا می‌پردازد که شی لازم برای آریوس برای بیدار کردن آرگوساکس است.
لوسیا به‌طور اتفاقی آریوس را ملاقات می‌کند که او می‌گوید لوسیا مخلوق او بوده است لوسیا با او جنگ می‌کند و آریوس از جادویش برای کنار زدن او استفاده می‌کند. لوسیا با دانته ملاقات می‌کند و دانته از ماتیر می‌پرسد که آیا آرکانا را به او بدهد یا نه که باز از طریق سکه تصمیم می‌گیرد که آن را به لوسیا بدهد. دانته با آریوس می‌جنگد که او را شکست می‌دهد و بعد لوسیا از او می‌خواهد او را بکشد زیرا احساس می‌کند به شیطان تبدیل خواهد شد ولی ناگهان یک پورتال باز می‌شود که باز هم دانته توسط سکه‌اش به درون پورتال می‌رود و می‌جنگد و بعد می‌بیند که پورتال بسته شده. در طرف دیگر لوسیا آریوس را که زنده شده بود به‌طور کامل شکست می‌دهد و سکهٔ دانته را بررسی می‌کند و می‌فهمد که دوطرف سکه یکی است، بعد در دفتر دانته به دنبال او می‌گردد که با شنیدن صدای موتورسیکلت به دنبال صحبت با او می‌رود.

## فروش
این بازی در نیمه اول ۲۰۰۳ در بریتانیا پرفروشترین بازی بود در ۲ مارس ۲۰۰۳ کپ‌کام اعلام کرد بیش از ۱٫۴ میلیون نسخه از آن در سراسر جهان به فروش رفته است در سپتامبر، ۲۰۰۶ این عدد به ۱٫۶ میلیون نسخه رسید.